# Nationaal Comité Inhuldiging
Het Nationaal Comité Inhuldiging was een commissie die werd ingesteld door de ministerraad van Nederland met de opdracht landelijke festiviteiten te initiëren en te coördineren rondom de troonswisseling op 30 april 2013 tussen koningin Beatrix en kroonprins Willem-Alexander.
Het comité werd ingesteld op 29 januari 2013 en opgeheven op 1 maart 2014. Voorzitter was Hans Wijers. De andere leden waren Joop van den Ende, Mavis Albertina, Ahmed Aboutaleb, Andrée van Es, Richard Krajicek, Roland van der Vorst en Ben Woldring. Daarnaast waren er vier adviserende leden en een secretaris.

## Festiviteiten
Op 26 april 2013 werden voor scholieren van alle basisscholen van het koninkrijk de zogenaamde Koningsspelen georganiseerd.
Het comité deelde een logo van een oranje strik uit aan landelijke festiviteiten die volgens het comité origineel, positief en authentiek waren. Commissarissen van de Koningin en burgemeesters werden gevraagd namens het comité maximaal vijf oranje strikken uit te reiken in hun eigen provincie en gemeente.
Voor 30 april werd door John Ewbank een lied gecomponeerd dat de titel Koningslied meekreeg. Na de introductie op 19 april kwam een golf van kritiek los. Ewbank trok het lied een dag later terug, naar eigen zeggen vanwege verregaande beledigende en bedreigende reacties. Voor het comité daarentegen bleef het lied het officiële koningslied.
Ook organiseerde het comité een dankbetuiging aan prinses Beatrix op 1 februari 2014.

## Droomboek
Onder het motto 'Mijn droom voor ons land. Inspiratie voor onze koning' konden alle inwoners van het Koninkrijk van 2 april tot en met 30 april hun toekomstdroom op de website van het Nationaal Comité Inhuldiging plaatsen. Uit de ruim 6.500 grote en kleine dromen die binnenkwamen maakte een jury de keuze voor samenstelling van dit boek, dat op 5 september aan het nieuwe koningspaar werd aangeboden. Elk huishouden in Nederland kreeg een bon om gratis een exemplaar af te halen bij een boekhandel. Er werden meer dan 1,45 miljoen boeken opgehaald. Het boek was ook op de site te lezen, maar was niet doorzoekbaar en niet te downloaden. De aangeboden apps werkten niet.

## Stichting en kosten
Om de werkzaamheden van het comité praktisch mogelijk te maken werd op 4 april 2013 de Stichting Nationaal Comité Inhuldiging opgericht. Die gaf voor alle activiteiten een bedrag uit van 4.714.628 euro. Daarvan werd exact 400.000 euro gespendeerd aan het Koningslied. De Koningsspelen kostten iets meer dan 2,6 miljoen euro en de 'dankbetuiging aan prinses Beatrix' 771.000 euro. Van (semi)publieke instellingen kwam een bedrag binnen van iets meer dan een miljoen euro. Het restant werd gedeeld door het bedrijfsleven en private instellingen.